# Pterolophia mozambica
Pterolophia mozambica är en skalbaggsart som beskrevs av Stefan von Breuning 1971. Pterolophia mozambica ingår i släktet Pterolophia och familjen långhorningar.
Artens utbredningsområde är Moçambique. Inga underarter finns listade i Catalogue of Life.